# Aleksander Mosalski
Aleksander Mosalski herbu Ostoja (zm. w 1643 roku) – wojewoda miński w latach 1638–1643, kasztelan smoleński w latach 1631–1638, kasztelan dorpacki w latach 1627–1635, marszałek kowieński w latach 1617–1627, ciwun retowski w 1600 roku, starosta kowieński w 1635 roku, starosta jaśwoński w 1625 roku.
Poseł powiatu kowieńskiego na sejm 1621 roku. Poseł na sejm 1625 roku, sejm nadzwyczajny 1626 roku i sejm 1627 roku. W 1628 roku wyznaczony komisarzem z Senatu do zapłaty wojsku Wielkiego Księstwa Litewskiego.
Był elektorem Władysława IV Wazy z województwa smoleńskiego w 1632.
W 1634 roku wyznaczony na sejmie komisarzem z Senatu do zapłaty wojsku Wielkiego Księstwa Litewskiego.